# Stroh

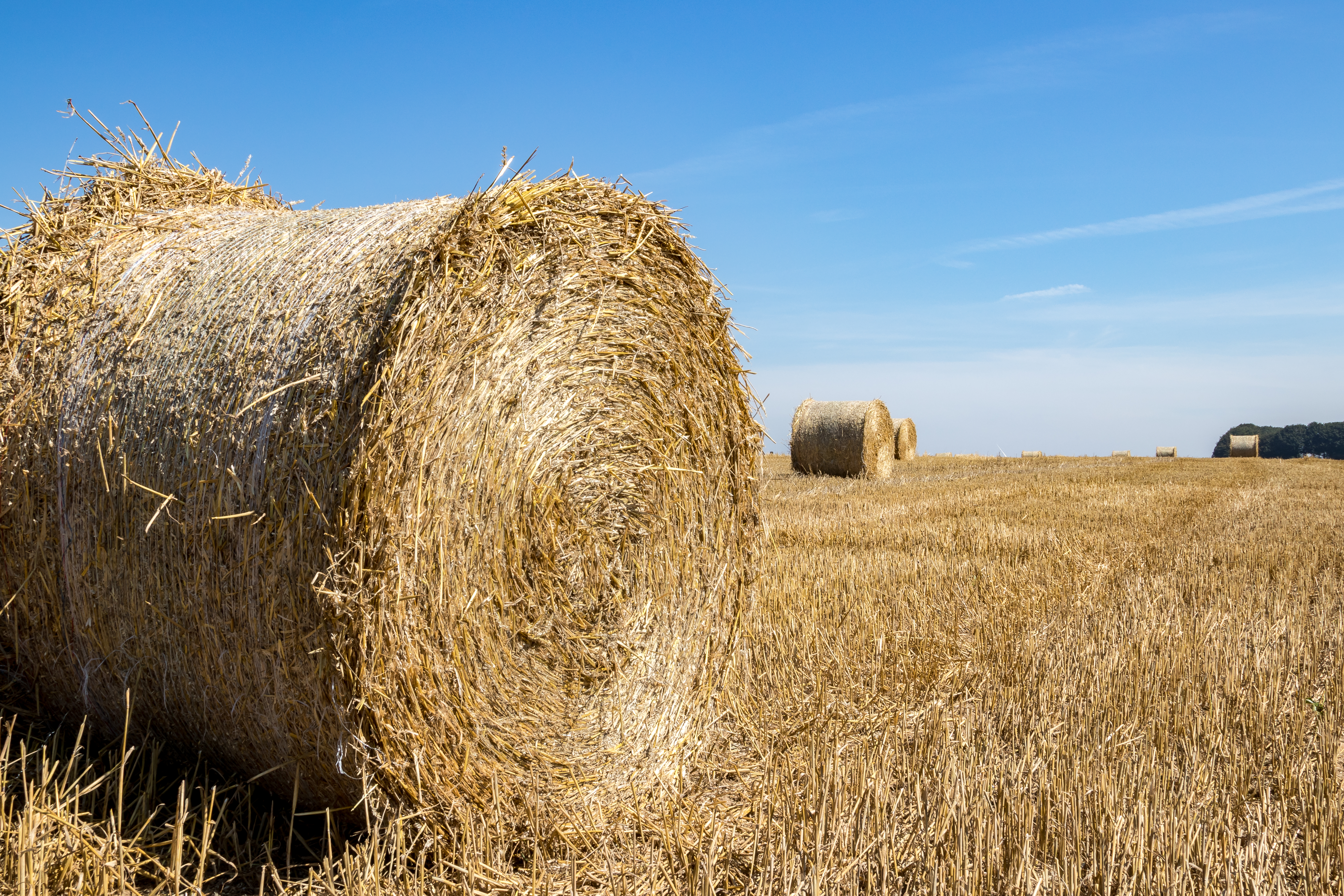
Zu Rundballen zusammengepresstes Weizenstroh

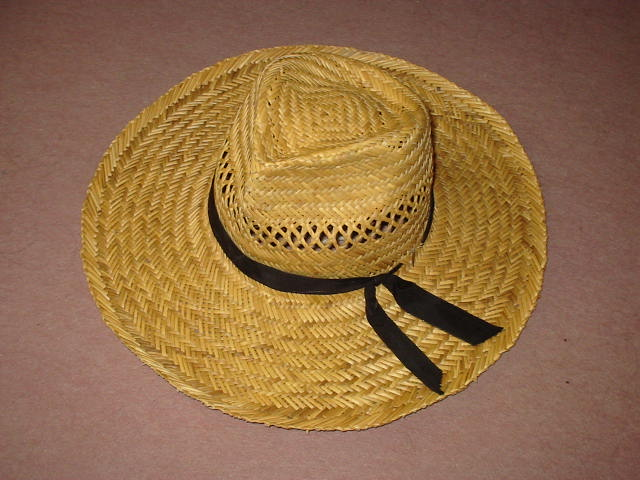
Strohhut

Stroh (das, -[e]s, kein Plural) ist ein Sammelbegriff für ausgedroschene und trockene Halme und Blätter von Getreide, Ölpflanzen, Faserpflanzen oder Hülsenfrüchten.
Das meiste Stroh wird als Humus- und Nährstoffquelle in den Boden landwirtschaftlicher Nutzflächen eingearbeitet, entweder direkt nach der Ernte oder – vermischt mit Tierexkrementen als Mist – nachdem es als Einstreu genutzt wurde. Einige Stroharten dienen auch als rohfaserreiche, aber nährstoffarme Futtermittel. Stroh wird auch energetisch genutzt, als Brennmaterial und als Rohstoff für synthetische Biokraftstoffe. Zudem wird Stroh als Baumaterial (Strohballenbau), als Rohstoff für (kunst-)handwerkliche Arbeiten (z. B. Strohflechterei) sowie früher auch als Material zur Eindeckung von Dächern verwendet.
Im Unterschied zum ausgedroschenen Stroh besteht Heu aus getrockneten, geschnittenen Futterpflanzen, also überwiegend aus Gräsern und Kräutern, zum Beispiel aus Klee.

## Nutzung

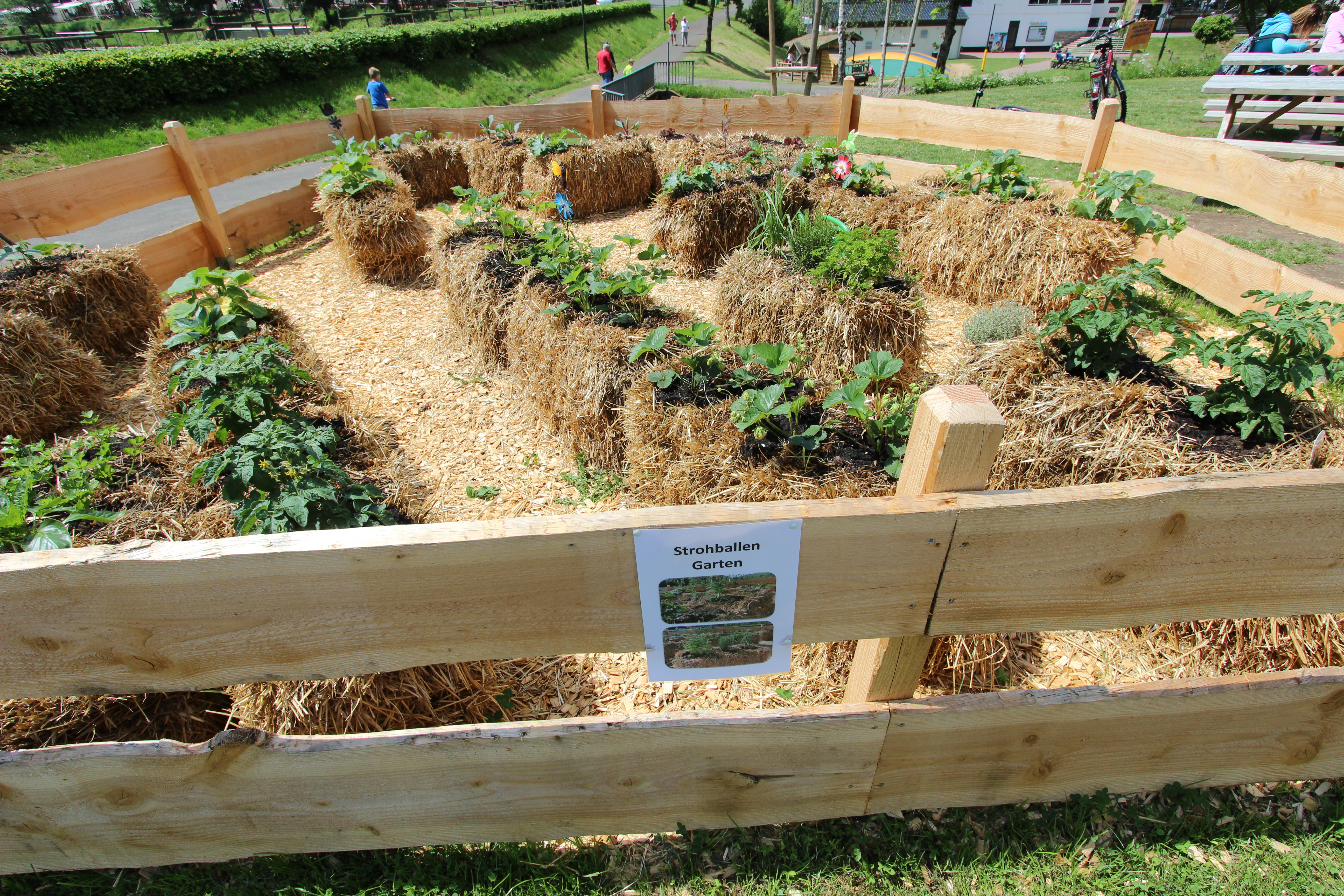
Strohballengarten

Stroh kann sowohl stofflich als auch energetisch genutzt werden. Dabei lässt sich die Verwendung des Strohs bis in die vorgeschichtlichen Phasen der Menschheitsgeschichte mit den Anfängen der landwirtschaftlichen Nutzung von Getreidearten zurückverfolgen. Das Stroh verschiedener Getreidearten, im Wesentlichen Weizen, Roggen, Gerste und Triticale, fällt als Koppelprodukt bei der Nutzung des Getreides zur Ernährung und Stärkegewinnung an. Im Jahr werden in Deutschland etwa 23 Mio. t Weizen auf 3,2 Mio. ha Fläche produziert, hinzu kommen 11,5 Mio. t Gerste auf 2 Mio. ha, 2,8 Mio. t Roggen auf 550.000 ha, 2,6 Mio. t Triticale auf 380.000 ha und 1,2 Mio. t Hafer auf 210.000 ha. So fallen jährlich etwa 21 Mio. t Getreidestroh an, davon 11 Mio. t Weizen-, 6,5 Mio. t Gersten-, 2 Mio. t Roggen-, 1,3 Mio. t Hafer- und 1,2 Mio. t Triticale-Stroh (berechnet auf der Basis des Korn-Strohverhältnisses). Davon können ohne Schaden für die Bodenfruchtbarkeit rund 20–30 % dem Stoffkreislauf für eine energetische oder stoffliche Nutzung entnommen werden, andernfalls ist eine Zufuhr vergleichbarer organischer Substanz auf die Anbauflächen nötig, um eine ausgewogene Humusbilanz sicherzustellen.

### Stoffliche Nutzung

#### Einstreu und gartenbauliche Nutzung
Der größte Teil des eingefahrenen Strohs dient als Tiereinstreu für die Großtierhaltung (Rinder, Pferde und Schweine) und wird nach der Nutzung wieder in den Nährstoffkreislauf zurückgeführt. Im Privatbereich wird Stroh für die Haltung von Kaninchen und anderen Kleintieren eingesetzt: Es kann hier als Alternative zu Sägespänen oder Schäben verwendet werden. Gerstenstroh hat gegenüber Stroh aus anderen Getreidearten eine deutlich hellere Farbe und nimmt schlechter Feuchtigkeit auf. Aus diesem Grunde eignet es sich nicht so gut als Einstreu. Ebenso verhält es sich mit Haferstroh, das ebenso sehr weich ist und deshalb hauptsächlich als Futterstroh genutzt wird. Roggen- und Weizenstroh hingegen eignen sich sowohl zum Füttern als auch als Einstreu. Geringere Mengen Stroh werden in der Pilzzucht als Aufzuchtssubtrat oder im Obstbau, vor allem bei Erdbeeren, zum Unterlegen der Früchte benutzt, damit die Früchte nicht auf der Erde aufliegen und verschmutzen. Zudem dient es als Kälteschutz. Der englische Name der Frucht – strawberry – verweist auf diese traditionelle Verwendung von Stroh.

#### Bau- und Dämmstoff

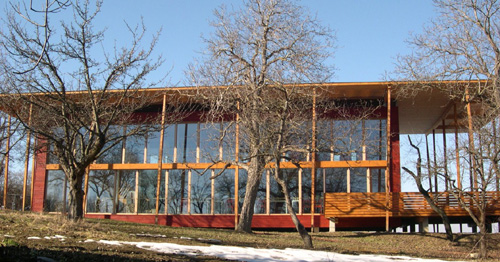
Moderner Strohballenbau als Passivhaus. Bauweise: Mit Lehm verputzte Strohballen, hinterlüftete Holzfassade in nichttragender Bauweise

Eine stoffliche Verwendung vor allem von Weizenstroh stellt seine Nutzung als Bau- und Dämmstoff dar. Im Hausbau ist der Strohballenbau etabliert, der bereits seit ca. 1890 in den Vereinigten Staaten praktiziert wurde und seit den 1980ern eine Renaissance erlebt, heutzutage dienen Strohballen als Baustoff in Nordamerika, Europa und Asien. Bei der tragenden Strohballenbauweise bestehen die Wände gänzlich aus Strohballen und die Dachlast wird über die Strohballen getragen. Bei der nicht-tragenden Bauweise bildet ein Holzständerwerk das Tragwerk und die Zwischenräume (Gefache) werden mit Stroh ausgefüllt. Diese Konstruktionsart entspricht weitgehend dem Holzrahmenbau oder auch dem klassischen Fachwerkhaus und wird in Deutschland meist vorgezogen, da Strohballen hier bauaufsichtlich noch nicht als lasttragende Baustoffe zugelassen sind. Eine weitere Möglichkeit der Dämmung mit Stroh stellt Einblasstroh dar, das wie Zellulose verwendet werden kann. Ferner wird Stroh in Form von Strohbauplatten für Zwecke des Trockenausbaues angewandt.
Stroh ist ein guter Dämmstoff, der in Ballenform einen WLG-Wert von 046 aufweist, als Einblasdämmung einen von 043 und besitzt eine allgemeine Bauaufsichtliche Zulassung, näheres in Strohballenbau. Fachgerecht verbaute Strohballen sind schimmelresistent, werden als normalentflammbarer Baustoff (B2) kategorisiert und sind mit Setzungswerten von 2,3 % im Bauteil anderen Dämmstoffen ebenbürtig. Die Rohdichte der Ballen liegt zwischen 90 und 150 kg/m³.
Darüber hinaus existieren zahlreiche Mischformen. So wurde Stroh im Lehmbau traditionell oft gemischt mit Lehm verwendet, es erhöht die Festigkeit und verbessert die Wärmedämmung. Außerdem wurden früher in vielen Regionen Strohdächer gefertigt.
Ein US-amerikanisches Forschungsteam  der University at Buffalo stellte Mitte 2025 eine innovative  Dämmstofflösung auf Basis von 3D-gedrucktem Weizenstroh vor. Das neue Verfahren nutzt zerfasertes Stroh, das mit einem organischen Bindemittel zu einer pasteartigen Masse verarbeitet wird. Diese kann mithilfe spezieller Schlitzdüsen im 3D-Drucker zu Dämmplatten geformt werden. Die entstehenden Strukturen sind biologisch abbaubar, benötigen wenig Energie bei der Herstellung und profitieren vom natürlichen Silikatgehalt des Strohs, der eine flammhemmende Wirkung erzeugt.  Während Stroh  als Einblasdämmung und in Form von Baustrohballen zugelassen ist, eröffnet der 3D-Druck neue Anwendungen, z. B. maßgefertigte Platten für Wände, Möbel oder Dekor. Langfristig könnten Landwirte selbst zu Produzenten werden, was die regionale Wertschöpfung stärkt.

#### Strohsack und andere stoffliche Nutzungen

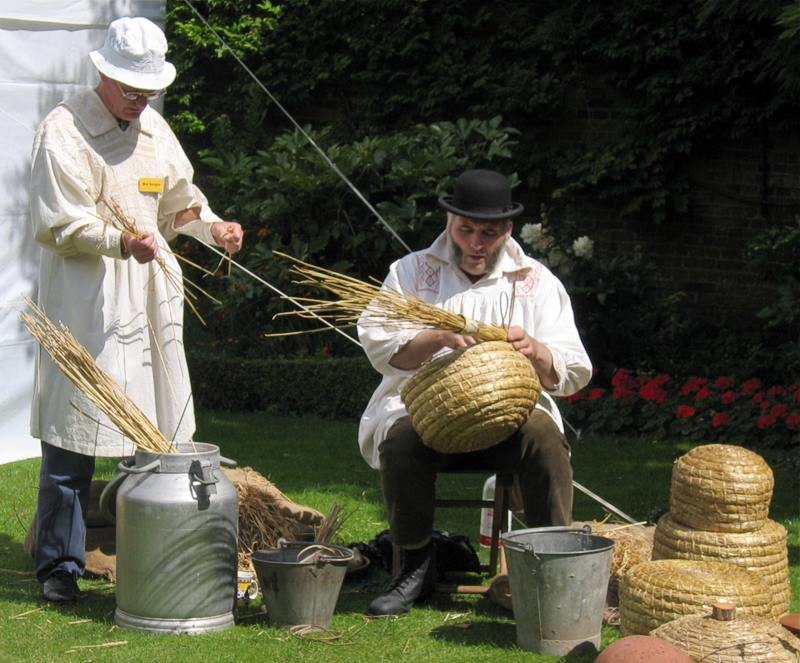
Herstellung von Bienenkörben aus geflochtenem Stroh

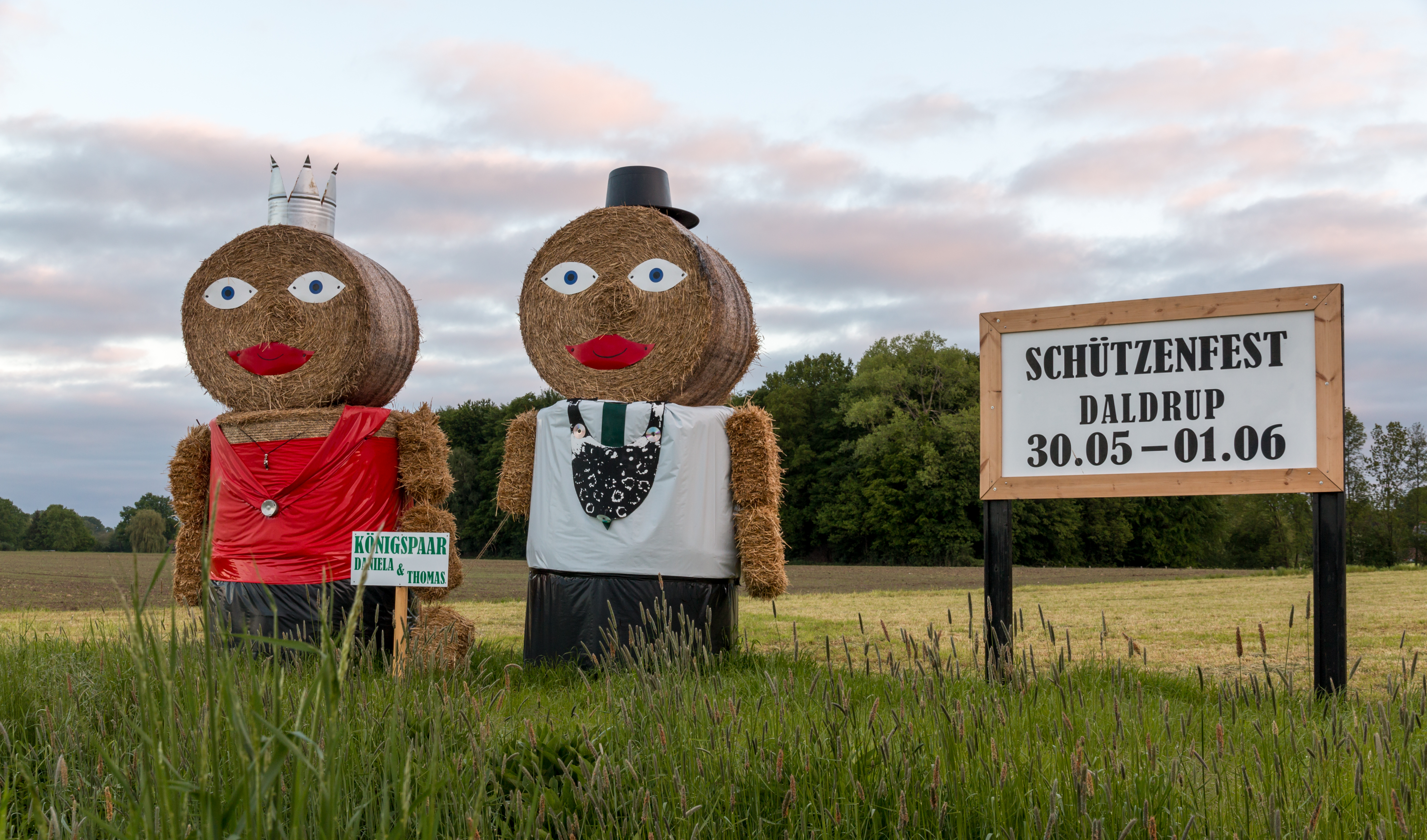
Strohballenfiguren

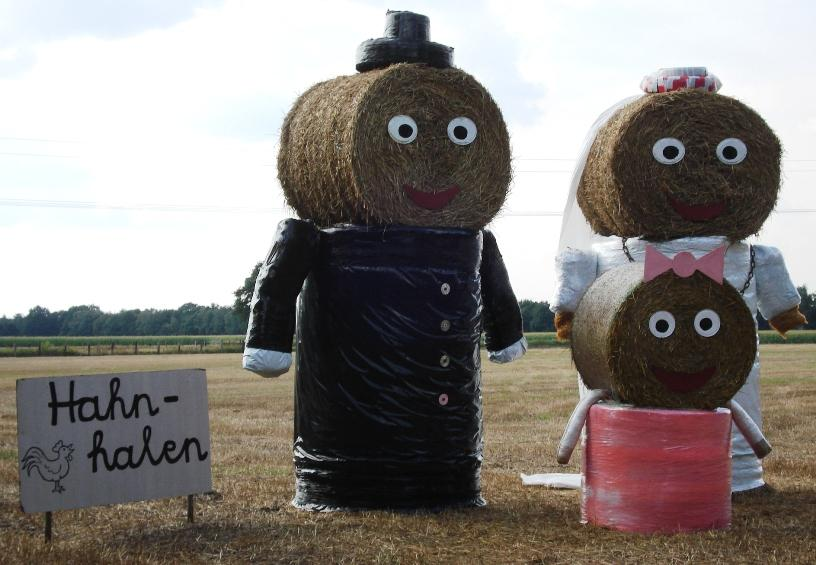
Brautpaar mit Kind als Strohfiguren und Hinweisschild zum Hahn holen

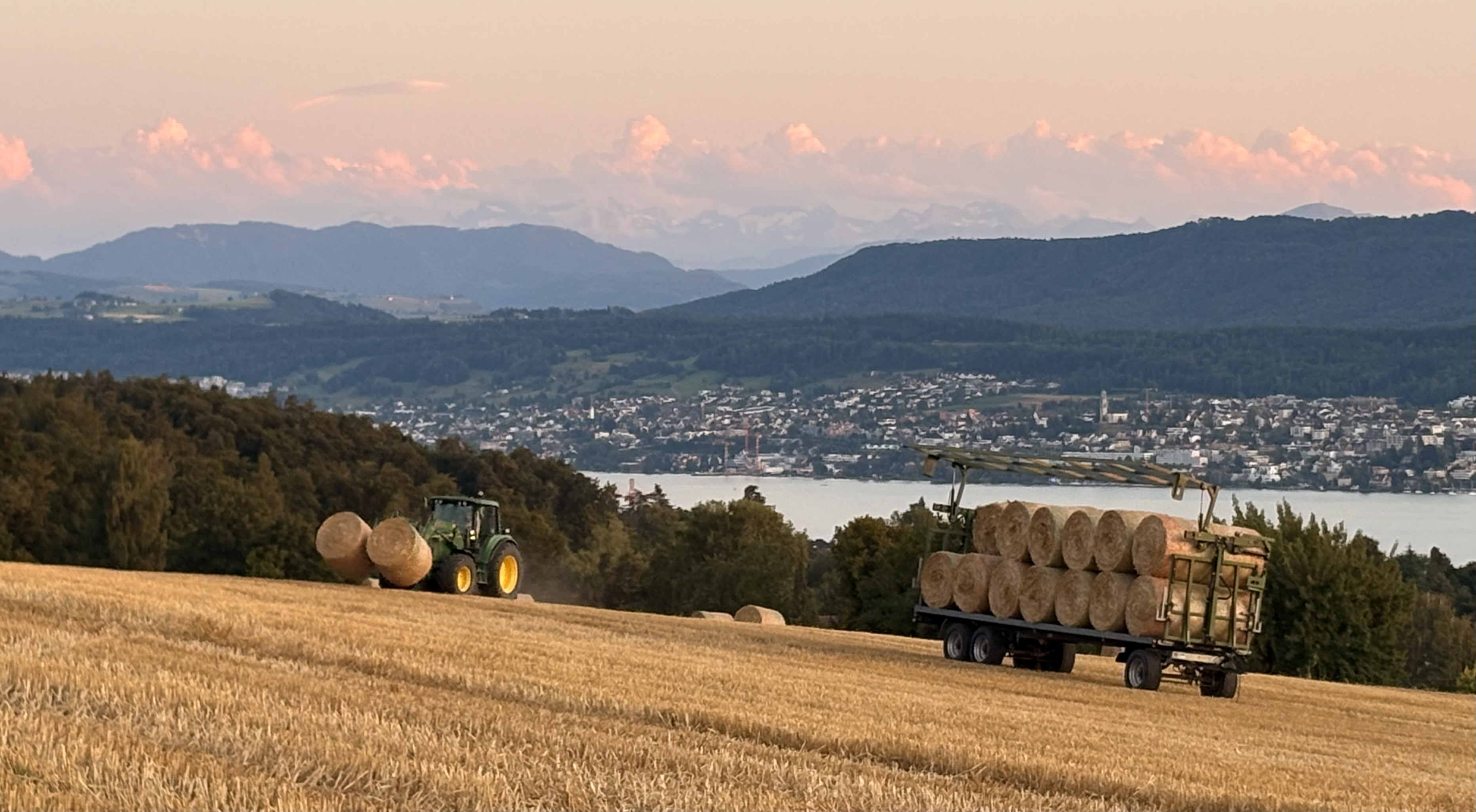
Strohballen werden eingesammelt

Vor allem historisch hatte die Verwendung von Stroh für eine Reihe von Produkten sehr viel größere Bedeutung, wurde jedoch durch andere Materialien abgelöst. Aus geflochtenem Stroh wurden Schuhe hergestellt, die so genannten Strohschuhe. Eine weitere Verwendung waren Bienenkörbe aus geflochtenem Stroh, die gelegentlich auch heute noch gefertigt werden.
Überholt ist auch der Einsatz als Trinkhalm, obgleich Plastiktrinkhalme nicht selten immer noch als Strohhalme bezeichnet werden. Als Verpackungsmaterial wurden früher Strohhalme verwendet, um Erschütterungen zu dämpfen. Diese Funktion wird heute vor allem durch Polystyrol und andere Kunststoffe erfüllt, obwohl es auch neue Produkte auf Strohbasis als Verpackungsfüllmaterial gibt. Mitunter wird Stroh auch für die Herstellung von Papier verwendet. Auch Zielscheiben für das Bogenschießen werden aus Stroh gefertigt.
In Japan werden die Wohn- und Schlafräume mit Matten aus Reisstroh ausgelegt, sogenannten Tatamis. In Europa werden Tatamis unter anderem als Unterlage für die Ausübung von Judo und anderer japanischer Kampfsportarten verwendet.
Um das Jahr 1800 wurde Stroh als Schussmaterial für die Herstellung von Marlingewebe verwendet. Für delikate Bastelarbeiten finden seit über einhundert Jahren Strohhalme Verwendung, zum Beispiel für die Weihnachtsdekorationen Strohsterne und Himmeli.
Über Jahrhunderte wurden Strohsäcke anstatt Matratzen benutzt. Stroh oder auch Heu wurde mehrmals im Jahr ausgetauscht und der Strohsack gewaschen. Da die langen Halme schnell brachen, wurde das Lager hart und unbequem. Heute erlebt das Naturprodukt in Strohkernmatratzen eine kleine Renaissance: Gereinigtes Stroh wird gepresst, mit einem Gewebe umgeben, mit Garn versteppt und oft auch mit Lagen anderer Naturmaterialien wie Naturkautschuk kombiniert. Den Strohwisch nutzte man als Ackerzeichen.
Neben Holz, insbesondere auch schnellwachsenden Hölzern aus Kurzumtriebsplantagen, stellt Getreidestroh einen potenziellen Lieferanten für Lignocellulose als Rohstoff für die Nutzung in Bioraffinerien zur Herstellung verschiedener Plattformchemikalien dar. Entsprechende Vorhaben befinden sich allerdings noch in der Planung.
Relativ neu ist die Erstellung von Strohballenfiguren aus Rundballen zu verschiedenen Anlässen.

### Energetische Nutzung

#### Verbrennung
Stroh ist in Deutschland gemäß der Kleinfeuerungsanlagenverordnung als Regelbrennstoff für Heizungen zwischen 15 kW und 100 kW freigegeben, so dass ein Verbrennen in Anlagen für den Hausgebrauch ohne Sondergenehmigung gestattet ist. Für Anlagen von z. B. 15 bis 50 kW ergeben sich aus dieser Vorschrift Abgasgrenzwerte (pro m³ Abgas) von 0,15 g/m³ Feinstaub und 4 g/m³ Kohlenmonoxid (CO), die Nutzung in Heizungen für Einzelhaushalte ist jedoch wenig verbreitet, da die Anlagentechnik im Vergleich zu anderen Brennstoffen (Pellets, Holz) aufwendiger ist. In Dänemark ist die Verbrennung von Stroh zur dezentralen Wärme- und Stromgewinnung bereits relativ verbreitet. In Norddeutschland sind die ersten drei Strohheizkraftwerke Deutschlands geplant, deren Feuerungswärmeleistung je 49,8 MW betragen soll. Es ist dabei abzugrenzen von der Getreideverbrennung, bei der das Korn zur Befeuerung genutzt wird. Die Herstellung von Energiepellets aus Stroh zur Verbrennung wird vereinzelt praktiziert, allerdings sind die meisten Pelletheizungen nur für Holzpellets geeignet.
Die Verbrennungseigenschaften von Stroh unterscheiden sich deutlich von denen des Brennstoffs Holz. Unter anderem sind die Aschegehalte deutlich höher, bei gleichzeitig verringertem Ascheschmelzpunkt und höheren Flugstaubemissionen. Zudem sind die Konzentrationen von Stickstoff, Schwefel und Chlor für eine Verbrennung ungünstiger. Vor allem in Kleinanlagen ist die Einhaltung geltender Emissionsgrenzwerte mit erheblichen zusätzlichen Aufwendungen verbunden. Es hat einen Brennwert von 18,3 bis 18,5 MJ/kg.
Nachdem in vielen Dörfern ganze Häuserreihen abbrannten, wurden im 18. Jahrhundert unter Pfalzgraf Karl IV. der Verhütung eines Feuerbrandes dienende strenge Anordnungen erlassen, in denen auch die vorschriftsmäßige Hantierung mit Stroh und Heu geregelt war.

#### Flüssigtreibstoffe
Als cellulosereicher Rohstoff ist Stroh auch zur Herstellung von Biokraftstoffen geeignet, die Cellulose als Ausgangsprodukt nutzen (zum Beispiel BtL-Kraftstoff und andere synthetische Biokraftstoffe, Cellulose-Ethanol). Diese Kraftstoffe befinden sich noch weitgehend in der Entwicklungsphase.

#### Biomethan
Im Jahr 2012 wurde in Zörbig (Sachsen-Anhalt) die erste Anlage in Betrieb genommen, die aus jährlich 20.000 Tonnen Stroh Biomethan erzeugen kann. Das Deutsche Biomasseforschungszentrum in Leipzig schätzt das Potential in Deutschland auf 8–13 Mio. Tonnen, in Osteuropa auf 240 Mio. Tonnen, wobei 8 Mio. Tonnen 2,5 Gigawatt oder anschaulich dem Energiebedarf von 4 Mio. Erdgasfahrzeugen entspricht. Anders als beim Anbau von Energiepflanzen bedingt die energetische Nutzung von Stroh keine Konkurrenz um Flächen zur Nahrungsproduktion. Da die Vergärungsrückstände auf die Äcker ausgebracht werden können, tritt auch nur begrenzt Nährstoffverlust auf.

## Etymologie
Etymologisch hängt der Begriff Stroh mit dem alt- und mittelhochdeutschen Ausdruck strō (verwandt mit ströuwen: ‚streuen‘) zusammen, bedeutet also eigentlich Ausgestreutes bzw. Ausgebreitetes, (Stall-)Streu.